# Edgewater (Alabama)
Edgewater ist ein Census-designated place im Jefferson County im US-Bundesstaat Alabama mit einer Gesamtfläche von 3,1 km². Das U.S. Census Bureau hat bei der Volkszählung 2020 eine Einwohnerzahl von 746 ermittelt.

## Demographie
Bei der Volkszählung aus dem Jahr 2000 hatte Edgewater 730 Einwohner, die sich auf 295 Haushalte und 192 Familien verteilten. Die Bevölkerungsdichte betrug somit 240,9 Einwohner/km². 37,95 % der Bevölkerung waren weiß, 61,1 % afroamerikanisch. In 25,1 % der Haushalte lebten Kinder unter 18 Jahren. Das Durchschnittseinkommen pro Haushalt betrug 21.322 Dollar, wobei 10,2 % der Bevölkerung unterhalb der Armutsgrenze lebten.